# Prowincja wielkopolska

Prowincje Rzeczypospolitej w 1619 r.

Prowincja wielkopolska – prawno-administracyjna jednostka terytorialna Korony, część składowa Rzeczypospolitej Obojga Narodów, do 1795 roku. Prowincja obejmowała 13 województw, a od 1768 roku 14 województw. Siedzibą władz prowincji był Poznań. 
Wszystkie prowincje polsko-litewskie mają swe źródło w nadaniu w 1347 przez Kazimierza III Wielkiego osobnych statutów występujących w historiografii pod wspólną nazwą „statuty wiślicko-piotrkowskie” dla Wielkopolski i Małopolski, a jeszcze głębsze w rozbiciu dzielnicowym. Po unii lubelskiej obok prowincji wielkopolskiej Rzeczpospolita Obojga Narodów dzieliła się jeszcze na prowincję małopolską oraz prowincję litewską.

## Skład prowincji wielkopolskiej
Do prowincji wielkopolskiej zaliczano zwyczajowo Wielkopolskę, Mazowsze i Prusy Królewskie. W skład prowincji wchodziło 13 województw (od 1768 14 województw):
Wielkopolska:
- województwo poznańskie z ziemią wschowską (Wschowa)
- województwo kaliskie (Kalisz)
- województwo gnieźnieńskie - wydzielone z kaliskiego w 1768 wraz z trzema powiatami (Gniezno)
- województwo sieradzkie (Sieradz) z ziemią wieluńską (Wieluń)
- województwo łęczyckie (Łęczyca)
- województwo brzeskokujawskie (Brześć Kujawski)
- województwo inowrocławskie (Inowrocław) z ziemią dobrzyńską (Dobrzyń nad Wisłą)

Mazowsze:
- województwo rawskie
- województwo płockie
- województwo mazowieckie

Prusy Królewskie:
- województwo chełmińskie
- województwo malborskie
- województwo pomorskie
- księstwo warmińskie